# 中村福助 (9代目)
九代目 中村 福助（くだいめ なかむら ふくすけ、1960年10月29日 - ）は、歌舞伎役者、俳優。屋号は成駒屋。定紋は祇園守、替紋は裏梅。本名は中村 栄一（なかむら えいいち）。
父は七代目中村芝翫で、弟に八代目中村芝翫、長男に六代目中村児太郎がいる。所属事務所はアーロム。青山学院高等部中退。公称身長172cm・血液型O型。

## 来歴
1967年4月大歌舞伎にて父：七代目中村芝翫襲名公演として催された歌舞伎座『野崎村』の庄屋の倅（せがれ）・栄三ほかで五代目中村児太郎を名乗り初舞台。1981年に名題適任証を取得し、1983年に芸術選奨新人賞を受賞する。同年、重要無形文化財（総合認定）に認定され、伝統歌舞伎保存会会員となる。
1992年4月大歌舞伎にて、歌舞伎座『金閣寺』の雪姫と『娘道成寺』の白拍子花子で九代目中村福助を襲名。2005年、日本藝術院賞受賞。
父・七代目芝翫から流れる成駒屋の女方芸の継承者として活躍するほか、義兄・十八代目中村勘三郎が生前に企画し、旗揚げした「コクーン歌舞伎」でも弟・三代目橋之助（当時）とともに出演している。
2011年10月に父の死去により日本舞踊中村流の宗家に就任する。
2013年9月、成駒屋の大名跡である中村歌右衛門を七代目として襲名すると共に、長男・児太郎に十代目福助を継がせることが明らかとなったが、同年11月公演を体調不良のため途中降板。脳内出血による筋力低下のため暫く休業することが発表された。以後、歌右衛門・福助ダブル襲名は保留となっている。
2018年9月2日開幕の「秀山祭九月大歌舞伎」で4年10か月ぶりに舞台復帰。

## 人物・逸話
- 妻・香璃（かおり）[8]とは1990年、歌舞伎座第1回八月納涼歌舞伎上演の頃に出会い、1992年6月27日に父・七代目芝翫と同じ東京會舘にて挙式[9][10]。翌・1993年12月23日に長男・優太（現・六代目児太郎）が生まれ、1996年1月24日に長女・佳奈が誕生している[11][9]。一男一女の父親である。
歌舞伎役者となった長男・児太郎だけでなく、長女・佳奈も幼少期の2004年9月、歌舞伎座「九月大歌舞伎」夜の部『恋女房染分手綱　重の井』に於いて、祖父・七代目芝翫が演じる乳人重の井と共演し、由留木息女 調姫（しらべひめ）役で舞台経験がある[12][13]。
- ウルトラマンファンである。これは2006年に甥の二代目中村七之助が『ウチくる!?』（フジテレビ）に出演したときに、七之助によって明かされている。また、福助も番組内のコーナー「う〜っ!チクる!?」でビビる大木の訪問を受けている。
- 阪神タイガースのファンでもあり、タイガースが優勝すると役者仲間に「とらや」の羊羹を配って回る程である。また、自身の楽屋のれんもタテジマに虎のロゴ、六甲颪の歌詞が刺繍した特注品を掛けていた時期があった。福助自身は阪神ファンになったのは、自身の少年時代が丁度読売巨人軍のV9時代であり、強い巨人軍に対抗するタイガースへの判官贔屓の念からであったことを語っている[14]。
- 宝塚歌劇団のファンでもあり、タカラジェンヌとも交友が深い。1989年の歌舞伎座で行われた俳優祭では、『ベルサイユのばら』のパロディで念願のオスカル役を演じ、かつらを当時オスカル役を演じた涼風真世に借りて挑んだという。[15]他、2004年の俳優祭でも宝塚パロディでオスカルを演じたが、この際に真矢みきから演技指導を受けたという。
- 若い頃はプレイボーイで、週刊誌に載ることもあったという。しかし、女形としての才能は高く、芸の肥やしとしてそれが生かされたとも言われている。

## 出演

### 歌舞伎
- 五代目中村児太郎襲名初舞台（1967年）
- コクーン歌舞伎
- スーパー歌舞伎『ヤマトタケル』
- 籠釣瓶花街醉醒
- 京鹿子娘道成寺

### テレビ
- 火曜サスペンス劇場「歌舞伎役者・中村歌留多」（2005年、日本テレビ） - 中村歌留多役
- 題名のない音楽会21歌舞伎meetクラシック
- 大河ドラマ「新選組!」（2004年、NHK） - 孝明天皇役
- 李香蘭（2007年2月11日・12日、テレビ東京）- 長谷川一夫役

### 映画
- シベリア超特急2
- 娘道成寺 蛇炎の恋
- シベリア超特急5

## 脚註
1. ↑  『読売年鑑 2016年版』（読売新聞東京本社、2016年）p.553
2. ↑  月刊演劇界発行『最新歌舞伎俳優名鑑』 ①2006年2月特別増刊 のP.207に／②2015年9月号特別付録 の
P.66-67に 身長172cm・体重62kg・血液型O型 どちらも同じ数値で掲載。
3. ↑  “会員一覧 | 伝統歌舞伎保存会”. www.kabuki.or.jp. 2020年10月30日閲覧。
4. ↑  中村福助 来年に「七代目歌右衛門」襲名へ 大名跡13年ぶり復活 スポーツニッポン 2013年9月3日閲覧
5. ↑  “中村福助 休演のお詫びと配役変更のお知らせ”.   松竹株式会社 歌舞伎美人 (2013年11月19日). 2021年10月18日閲覧。
6. ↑  中村福助が脳内出血…来月の休演発表 スポーツニッポン 2013年12月19日閲覧
7. ↑  “中村福助さん、４年１０か月ぶり舞台復帰へ”. YOMIURI ONLINE (読売新聞). (2018年7月2日) 2018年7月2日閲覧。
8. ↑  “香璃さんお誕生日”. アメーバブログ. 中村福助オフィシャルブログ「歌舞伎風に吹かれて」Powered by Ameba.  サイバーエージェント (2011年11月25日). 2023年5月20日閲覧。 ＂今日は奥方・香璃(かおり)さんのお誕生日です＂
9. 1 2  『週刊朝日 6月11日号』P.74-77，連載「夫婦の階段」第288回 中村福助×香璃（かおり）｜構成・文：谷口桂子｜朝日新聞社・1999年6月11日発行｜第104巻第25号，通巻4326号。
10. ↑  栗原智恵子 (2022年8月7日). “中村福助「新しい姿お見せする」児太郎「父にとって大きい」　初の親子会９日開幕”. サンスポ (産経デジタル) 2023年6月1日閲覧。 ＂1992年に結婚した妻の香璃（かおり）さんとの間に児太郎と長女をもうけている ＂
11. ↑  “佳奈のお誕生日”. アメーバブログ. 中村福助オフィシャルブログ「歌舞伎風に吹かれて」Powered by Ameba.  サイバーエージェント (2012年1月24日). 2023年6月1日閲覧。
12. ↑   『九月大歌舞伎　筋書』P.46に配役掲載。｜今月の出演俳優のうちP.75掲載。｜花競木挽賑（役者聞き書き）P.36にて福助「児太郎も佳奈も芝居好き。なにより祖父への追善、父への孝行です」との談話掲載。｜歌舞伎座 平成16年9月2日　頒価1,200円｜編集：歌舞伎座宣伝部
13. ↑  月刊誌『演劇界 2004年11月号』P.124「話の小筥(こばこ)」で橋之助三男初舞台の記事のうち、福助長女佳奈ちゃんも登場と掲載。冒頭のカラー舞台写真もあり。｜演劇出版社，平成16年10月1日発行，第62巻・第15号。
14. ↑  『ウチくる!?』（フジテレビ） 2012年6月24日放送より。
15. ↑  2012年7月12日放送　日本テレビ「スッキリ!!」出演時の本人の発言より